# Hans Eberhard Rotberg
Hans Eberhard Rotberg (* 20. Februar 1903 in Unna; † 23. Februar 1995) war ein deutscher Jurist und von 1952 bis 1969 Richter am Bundesgerichtshof. Während dieser Zeit war er in wechselnder Reihenfolge Präsident des 3., 4. und 5. Strafsenats.

## Leben

### Kaiserreich und Weimarer Republik
Der Sohn des Amtsgerichtsrates Ernst Rotberg und seiner Frau Elli, geborene Löcke, wuchs in einem streng katholischen Elternhaus auf. Er besuchte die Vorschule in Mülheim an der Ruhr und anschließend das reformhumanistische Gymnasium. Im Sommer 1921 nahm er ein Studium der Rechtswissenschaft an der Universität Würzburg auf, das er ein Jahr später in München fortsetzte und 1924 nach drei weiteren Semestern in Münster beendete. Sein erstes Staatsexamen bestand er mit der Note „gut“. Den juristischen Vorbereitungsdienst absolvierte er in Mülheim an der Ruhr, Duisburg, Altenburg und Düsseldorf. Auch im zweiten Staatsexamen erreichte er die Note „gut“.
Im Jahre 1927 wurde er mit einer Arbeit über Das Urteil auf den Namen eines vor Klageerhebung Verstorbenen: zugleich ein Beitrag zur Lehre von der Urteilsnichtigkeit zum Doktor der Rechte promoviert. Als junger Assessor fand er 1928 zunächst eine Anstellung als Hilfsarbeiter im Preußischen Justizministerium. Während dieser Zeit war er vor allem mit der Abwicklung der Justizgeschäfte aus dem Vertrag von Versailles und den Angelegenheiten im Ressort für Namensänderungen befasst. 1931 wurde er Amtsgerichtsrat in Koblenz.

### Nationalsozialismus
Nach der Machtergreifung trat er in die Nationalsozialistische Volkswohlfahrt und den Bund Nationalsozialistischer Deutscher Juristen ein. 1937 wurde er zum Landgerichtsrat in Koblenz ernannt. Anfangs war er als Strafrichter beschäftigt. Dort übte er fast ein Jahr lang den Vorsitz der Sonderstrafkammer für Sittlichkeitsverbrechen gegen Geistliche und Ordensangehörige (sogenannte Klosterstrafsachen) aus.
Da seine Urteile von der örtlichen Gauleitung für zu verständnisvoll gehalten wurden und daher Missfallen erregten, wurde er später in eine Zivilkammer versetzt. Alexander Bergmann, der Präsident des Oberlandesgerichts Köln, regte 1939 Rotbergs Beförderung zum Landgerichtsdirektor oder Oberlandesgerichtsrat an. Die Gauleitung befürwortete dies nicht, da sie wegen seiner streng katholischen Einstellung an seinem Bekenntnis zum Nationalsozialismus aus innerer Überzeugung zweifelte. Ende 1941 war es dann der Präsident des Landgerichts Koblenz, der sich um eine Beförderung Rotbergs zum Oberlandesgerichtsrat bemühte. Diesmal erteilte die Gauleitung ihr Einverständnis, verlangte jedoch, dass Rotberg nicht für eine behördenleitende oder Landgerichtsdirektorenstelle in Fragen kommen dürfe. Hiergegen wendete sich Rotberg in einem Beschwerdeschreiben, in dem er vor allem seine Tätigkeit als Vorsitzender der Strafkammer für Klosterstrafsachen hervorhob und erklärte, hierdurch seine innere Unabhängigkeit gegenüber der Kirche bewiesen zu haben. Letztendlich konnte er damit die Gauleitung überzeugen, ihre Vorbehalte zurückzuziehen.
Am 15. Juni 1940 beantragte Rotberg die Aufnahme in die NSDAP und wurde zum 1. Juli desselben Jahres aufgenommen (Mitgliedsnummer 8.946.409). Anfang 1942 erhielt er einen Lehrauftrag an der Universität Bonn für Bürgerliches Recht und Verfahrensrecht. Am 1. August 1943 erfolgte seine Ernennung zum Landgerichtsdirektor in Bonn.
Kurze Zeit später sah sich Rotberg mit einem Ermittlungsverfahren wegen Nichtanzeige eines hochverräterischen Unternehmens nach § 139 StGB konfrontiert. Der Gestapo war zur Kenntnis gelangt, dass er im Juli 1943 Besuch von seinem ehemaligen Schulfreund Otto Weiß erhalten hatte, der sich auf Heimaturlaub von der Ostfront befand und ihm von Umsturzplänen berichtete. Im August 1943 wurde er deshalb von der Gestapo vorgeladen. In der Vernehmung relativierte er einerseits die Aussagen, die Weiß gegenüber ihm gemacht hatte, und übertrieb andererseits seine Tätigkeit für das NS-Regime, indem er sich als Mitarbeiter des SD, der SS und Amtsträger im Nationalsozialistischen Rechtswahrerbund darstellte, der zu rechtspolitischen Aufgaben wie die Abfassung von Berichten und Gutachten über die Stimmungslage im Allgemeinen und über rechtspolitische Fragen im Besonderen herangezogen worden sei. In Wirklichkeit waren Rotberg nur von jungen Referendaren, als deren Gemeinschaftsleiter er zeitweise fungierte, Arbeiten vorgelegt worden, die sie für SD und SS angefertigt hatten. Mit seiner Einlassung gelang es ihm, eine Verhaftung und eine Wohnungsdurchsuchung abzuwenden. Im Juli 1944 stellte der Oberreichsanwalt beim Volksgerichtshof das Verfahren ein. Dennoch blieb die Angelegenheit nicht ohne Folgen für Rotberg: Von der Gestapo wurden ihm für den Fall einer erneuten Zuwiderhandlung schärfste staatspolizeiliche Maßnahmen angedroht. Sein Lehrauftrag an der Universität Bonn wurde ihm entzogen. Zudem wurde seine UK-Stellung mit Wirkung vom 5. Oktober 1944 aufgehoben, was seine Einziehung als Rekrut zur Wehrmacht zur Folge hatte. Weiß wurde Anfang 1944 vom Volksgerichtshof wegen Hochverrats zum Tode verurteilt und wenig später hingerichtet.

### Bundesrepublik
Nach dem Krieg kehrte er im Juli 1945 nach Koblenz zurück. Von den Alliierten wurde er als entlastet entnazifiziert. 1946 wurde er zum Landgerichtsdirektor am Landgericht Koblenz und 1948 zum Senatspräsidenten beim Oberlandesgericht Koblenz ernannt. Diese juristische Tätigkeit übte er jedoch nicht aus, da er seit 1946 auch mit der Leitung der Gesetzgebungsabteilung im Justizministerium von Rheinland-Pfalz beschäftigt war. Am 1. Februar 1950 wurde er zum Ministerialdirigenten im Bundesministerium der Justiz berufen. Dort übernahm er die Leitung der für das Strafrecht zuständigen Abteilung II. Adolf Süsterhenn, Justizminister von Rheinland-Pfalz, hatte sich bei Bundesjustizminister Thomas Dehler für Rotberg eingesetzt. Rotberg war selbst kein Parteimitglied, stand aber der CDU nahe.
Im Jahre 1952 wurde er zum Richter am Bundesgerichtshof ernannt. Nach wenigen Monaten erfolgte 1953 seine Beförderung zum Senatspräsidenten. Zunächst führte er den Vorsitz des 3. Strafsenats. Dieser wurde ihm im Juli 1954 von BGH-Präsident Hermann Weinkauff entzogen. Anlass war die häufige unangemeldete Abwesenheit Rotbergs. Durch Verfügung des Bundesjustizministeriums wurde er daraufhin als Senatspräsident dem in Berlin ansässigen 5. Strafsenat zugewiesen, in dem eine freie Planstelle zu besetzen war. Rotberg war jedoch gewillt, wieder nach Karlsruhe zurückzukehren, was bei der nächsten Neubesetzung der Vorsitzendenstellen gelang. Von 1956 bis 1962 stand er dem 4. Strafsenat vor. Als Nachfolger von Heinrich Jagusch, der seinerseits in den 4. Strafsenat wechselte, übernahm er 1963 den Vorsitz des 3. Strafsenats, der damals als einzige Instanz für Staatsschutzdelikte zuständig war. Diese Versetzung erfolgte gegen seinen Willen, und er artikulierte in der Folgezeit immer wieder den Wunsch, von dieser Aufgabe entbunden zu werden.
Im Herbst 1965 kamen Vorwürfe auf, er habe für den SD gearbeitet. Bundesjustizminister Karl Weber war den Vorwürfen bereits im Frühjahr persönlich nachgegangen, sah aber keinen Grund zum Einschreiten. Kurze Zeit später wurde seine vermeintliche Tätigkeit im SD erneut thematisiert, als Rotberg die Verhandlung gegen den früheren Verfassungsschutzangestellten Werner Pätsch leitete. Im November 1965 sah sich das Bundesjustizministerium zu einer Stellungnahme herausgefordert, keine Schritte gegen Rotberg einzuleiten. Rotberg sei als Leiter einer Arbeitsgemeinschaft für junge Referendare beim Landgericht Koblenz nur jungen Juristen, die dem SD „Stimmungsberichte und rechtspolitische Gutachten“ zu liefern hatten, behilflich gewesen. Als er wegen seiner Kontakte zu einem Widerstandskämpfer von der Gestapo vernommen wurde, habe er die Tätigkeit beim SD aufgebauscht, um sich selbst zu schützen.
Ende 1966 konnte Rotberg den ungeliebten Vorsitz des 3. Strafsenats endlich abgeben und übernahm 1967 noch einmal den Vorsitz des 4. Strafsenats. Bei seinem vorzeitigen Eintritt in den Ruhestand 1969 wurde ihm das Große Bundesverdienstkreuz verliehen.
Er war ab 1925 in erster Ehe mit Anneliese Rabe, Tochter des verstorbenen Geheimen Justizrats und Landgerichtsrats Georg Rabe aus Halberstadt, und in zweiter Ehe ab 1956 mit Gabriele Kuhnen verheiratet. Er hat einen Kommentar zum Gesetz über Ordnungswidrigkeiten herausgegeben, der in fünf Auflagen erschien, darunter drei unter seiner Leitung.